# 월성군 (선거구)
월성군은 대한민국의 옛 국회의원 선거구이다. 당시 경상북도 월성군 지역을 관할했다.

## 역사
제13대 국회의원 선거를 앞두고 경주시·월성군·청도군 선거구에서 분리되면서 신설되었다.
1989년 1월, 월성군이 경주군으로 개칭되었다. 이에 제14대 국회의원 선거를 앞두고 경주군 선거구로 개편되었다.

## 역대 국회의원
| 선거   | 정당 | 정당       | 의원   |
| ------ | ---- | ---------- | ------ |
| 1988년 |      | 민주정의당 | 황윤기 |

## 역대 선거 결과

### 대한민국 제13대 국회의원 선거
|  | 56.84% |

|  | 43.15% |